# Renown (Schiff, 1897)
Die Renown, auch HMS Renown, war ein Einheitslinienschiff 2. Ranges, das in den frühen 1890er-Jahren für die Royal Navy gebaut wurde.

## Geschichte
Die Renown wurde am 1. Februar 1893 im Pembroke Dockyard in Pembroke Dock auf Kiel gelegt, am 8. Mai 1895 zu Wasser gelassen und im Januar 1897 für 751.206 Pfund fertiggestellt. Anschließend wurde das Schiff ausgiebigen See-Erprobungen unterzogen, bei denen unter anderem ihre Propellerblätter ausgetauscht wurden. Das Schiff wurde am 8. Juni 1897 in Dienst gestellt und war das Flaggschiff für Vizeadmiral Sir Nowell Salmon bei der Flottenschau in Spithead anlässlich des diamantenen Thronjubiläums von Königin Victoria. Vom 7. bis zum 12. Juli wurde sie kurzzeitig der 1. Division der Kanalflotte zugeteilt, um Manöver vor der Südküste Irlands durchzuführen. Am 24. August wurde die Renown zu Admiral Fishers Flaggschiff und löste den geschützten Kreuzer Crescent als Flaggschiff der Station Nordamerika und Westindien ab. Als solches blieb das Schiff bis zum Beginn einer Überholung im Mai 1899 in Dienst.
Nach dem Abschluss ihrer Überholung im Juli wurde sie zur Mittelmeerflotte versetzt und wurde erneut zu Fishers Flaggschiff. Fisher, der das Design der Renown sehr schätzte, hielt sie auch für sehr geeignet, um die für ein Flaggschiff in Friedenszeiten erforderlichen gesellschaftlichen Veranstaltungen auszurichten. Die Renown wurde von Februar bis Mai 1900 auf Malta umgestaltet, um Fishers Anforderungen an das Schiff zu erfüllen. Das Schiff wurde am 19. November 1900 wieder in Dienst gestellt und blieb bis zum 4. Juni 1902 Fishers Flaggschiff. Bis zum Herbst des gleichen Jahres weiterhin in der Mittelmeerflotte, nahm sie zwischen dem 29. September und dem 6. Oktober 1902 an kombinierten Manövern vor Kefalonia und Morea teil.
Anschließend kehrte sie nach Großbritannien zurück, um in Portsmouth für die Reise des Herzogs von Connaught nach Indien ausgerüstet zu werden. Nach der Reise, die von November 1902 bis März 1903 dauerte, schloss sich das Schiff im April wieder der Mittelmeerflotte an. Im August löste sie die Venerable als Flaggschiff der Flotte ab und nahm vom 5. bis zum 9. August 1903 an Manövern vor der portugiesischen Küste teil.
Am 15. Mai 1904 verließ sie das Mittelmeer in Richtung Heimat und wurde in Devonport in die Reserve versetzt. Am 21. Februar 1905 wurde das Schiff in Portsmouth überholt, um es für eine Reise des Prince of Wales und seiner Frau nach Indien zu einer königlichen Yacht umzubauen. Am 8. Oktober verließ die Renown Portsmouth in Richtung Genua, wo der Prince of Wales, der zukünftige König Georg V. und seine Frau Mary an Bord gingen. Nach dem Abschluss der Reise verließ die Renown am 23. März 1906 Karachi und traf am 7. Mai in Portsmouth ein, wo sie anschließend wieder in die Reserve versetzt wurde.
Im Mai 1907 wurde die Renown der Home Fleet als Yacht für Sonderdienste zugeteilt. In dieser Rolle beförderte die Renown zwischen Oktober und Dezember 1907 König Alfonso XIII. und seine Frau Victoria Eugenia von Spanien auf einer offiziellen Reise in das Vereinigte Königreich. Am 1. April 1909 wurde das Schiff der 4. Division der Home Fleet in Portsmouth zugeteilt. Fünf Monate später, am 25. September, wurde das Schiff in der Werft von Portsmouth umgerüstet, um als Ausbildungsschiff für Heizer eingesetzt zu werden.
Während der Krönungsfeierlichkeiten für König Georg V. am 24. Juni 1911 in Spithead wurde das Schiff als Unterkunftsschiff für Besucher eingesetzt. Am 31. Januar 1913 wurde sie von der Marineliste gestrichen, zum Verkauf angeboten und teilweise demontiert. Im Dezember 1913 wurde sie auf die Motherbank geschleppt, wo sie bis zu ihrem Verkauf an Hughes Bolckow am 2. April 1914 verblieb. Anschließend wurde sie nach Blyth geschleppt, wo sie schließlich abgewrackt wurde.

## Technik
Das Schiff hatte eine Gesamtlänge von 124,35 m, eine Breite von 21,94 m und einen Tiefgang von 8,15 m. Die Verdrängung lag bei 12.548 t.

### Antrieb
Die Renown war mit zwei 3-Zylinder-Verbunddampfmaschinen ausgestattet, die jeweils eine Welle antrieben und insgesamt 10.000 PS (7.355 kW) entwickelten, womit das Schiff eine Höchstgeschwindigkeit von 16 Knoten (30 km/h) erreichte. Der Dampf wurde von acht Wasserrohrkesseln geliefert. Das Schiff konnte maximal 1890 t Kohle mitführen, was ihr bei 10 Knoten (19 km/h) eine Reichweite von 6400 Seemeilen (11.900 km) ermöglichte. Die Besatzung des Schiffes bestand aus 674 Offizieren und Mannschaft.

### Bewaffnung
Die Hauptbewaffnung bestand aus vier 254-mm-Geschützen in Barbetten vor und hinter den Aufbauten. Die Sekundärbewaffnung bestand aus zehn 152-mm-Schnellfeuergeschützen, von denen jeweils drei an jeder Breitseite in Kasematten und die restlichen vier in den Aufbauten ebenfalls in Kasematten montiert waren. Zur Abwehr gegen Torpedoboote waren zwölf 76-mm-Schnellfeuergeschütze installiert. Außerdem war das Schiff mit fünf Torpedorohren ausgestattet, eines im Heck über Wasser und zwei auf jeder Breitseite unter Wasser.

### Panzerung
Der Panzergürtel bestand aus 152 bis 203 mm Harvey-Stahl. Die 152-mm- bis 254-mm-Querschotten vorn und achtern verbanden den Gürtel mit den Barbetten. Der obere 152-mm-Plankengang verlief zwischen den Innenseiten der Barbetten und schützte die Schiffsseite zwischen der Rückseite der Barbetten bis zur Höhe des Hauptdecks. Das gepanzerte Deck war zwischen 51 und 76 mm dick und verlief von Barbette zu Barbette.
Die Barbetten selbst waren durch 254 mm dicke Panzerplatten geschützt. Die Geschütztürme waren an der Front 152 mm dick, an den Seiten 76 mm und auf dem Dach 25 mm. Die Kasematten für die 152-mm-Geschütze in den Aufbauten waren rundherum mit 101 mm dicken Platten geschützt und die Kasematten des Hauptdecks waren rundherum 152 mm dick. Das Heck-Torpedorohr war durch eine 76 bis 152 mm dicke Schutzblende geschützt. Die Seiten des vorderen Kommandoturms waren rundherum 229 mm dick und die des hinteren Kommandoturms 76 mm.